# Frustração (física)
Frustração, em física estatística se trata da incapacidade de um sistema para fazer mínima a energia de todas suas interações. Assim, por exemplo, um triângulo de spins (a,b,c) acoplados de maneira que a interação entre a e b, e a interação entre b e c sejam ferromagnéticas, enquanto que a interação entre a e c é antiferromagnética. É impossível satisfazer o requisito de mínima energia nas três interações simultaneamente. Esta situação é típica de muitos sistemas desordenados como, por exemplo, os vidros de spin.